# Super Dimensional Cavalry Southern Cross
Super Dimension Cavalry Southern Cross (超時空騎団サザンクロス Chōjikū Kidan Sazan Kurosu?), también conocida como Caballería Super Dimensional de la Cruz del Sur, es una serie de anime de 23 episodios, parte una de la trilogía de series con el nombre de “Super Dimension” que fue producida por la empresa japonesa Big West. Esta serie de Mechas de 1984, siguió a las series The Super Dimension Fortress Macross (1982-1983), creada por Studio Nue con Artland y producida por Tatsunoko Productions, y a The Super Dimension Century Orguss (1983-1984), también creado por Studio Nue con Artland y producido por Tokyo Movie Shinsha. Semejante de las otras dos series, Southern Cross fue creada y producida casi enteramente por Tatsunoko con diseños mecánicos de su estudio Ammonite. Los tres títulos comparten a algunos elementos en común, sin embargo, las historias no tienen relación.
La mayor parte de la animación de Southern Cross (con su trama y diálogos) fueron adaptados para la segunda parte de Robotech, siguiendo a la saga Macross, y precediendo la nueva generación. De esta forma, la serie también es conocida como Los Maestros de la Robotecnia (Robotech Masters).

## Argumento
El mundo de Glorie fue fundado por la raza humana en un esfuerzo por encontrar nuevos mundos para la humanidad, ya que la tierra era inhabitable como resultado de un holocausto nuclear. Las estaciones Relay se han establecido en Marte y Júpiter, y consecuentemente el planeta “Liberté” situado en Alfa Centauri siendo colonizado. El planeta siguiente, Glorie, fue descubierto en el sistema Epsilon de Eridani. Similar a la escala planetaria y a las condiciones atmosféricas a la tierra, Glorie todavía tenía un ambiente inhóspito. El planeta tiene una órbita elíptica alrededor del sol con un ciclo de 73 años. Sesenta por ciento del área del planeta son tierra y en el invierno, cincuenta por ciento de esa tierra se cubre por glaciares. Las temperaturas planetarias en invierno son en promedio entre -5 °C a -30 °C. Gracias al trabajo militar, Glorie convertido con éxito en un planeta habitable para los seres humanos.
El gobierno de Glorie es independiente del de Liberté, siendo aliado a ese planeta. En el año 2120 (cuando ocurre la historia) Glorie es un planeta autosuficiente en términos de alimento y recursos.

## Southern Cross
La organización militar (referida como el ejército Southern Cross) está bajo jurisdicción de su primer ministro. Las unidades se dividen entre las fuerzas de tierra/mar y la fuerza aeroespacial. También hay policía militar y las fuerzas de la seguridad que son independientes, pero directamente afiliado con las jefaturas generales supremas. Las jefaturas están situadas en cada ciudad importante.
En Southern Cross, cada unidad tiene un vehículo mecha especializado para las campañas del combate. 

## Producción
Esta fue la tercera serie de anime lanzado bajo el título de "Super Dimension", patrocinado por Big West en 1984. Esta serie de ciencia ficción fue precedida de otras dos series creadas por Studio Nue con Artland: The Super Dimension Fortress Macross (1982-1983), producida por Tatsunoko, y Super Dimensional Century Orguss (1983-1984), producido por Tokyo Movie Shinsha a diferencia de las otras dos series, Southern fue creado y producido casi en su totalidad por Tatsunoko con diseños mecánicos de su hermana Studio Ammonite. 
Este anime fue editado para formar parte de Robotech, cronológicamente estando entre la saga Macross y la Nueva Generación. En Robotech los sucesos ocurren en la Tierra, por lo que tuvieron que quitar las escenas donde aparecen las dos lunas de Glorie en el original. El material que iba a ser utilizado en los episodios que no se produjeron de Southern Cross incluían mechas transformables de animales, este material se utilizaría en lo que sería la serie animada de Robotech II: Los Sentinelas, que a su vez fue cancelado por problemas como el cambio de la tasa yen/dólar y la falta de apoyo de la compañía de juguetes Matchbox, por lo tanto el material que tampoco se utilizó en la serie fue utilizada en una serie de anime llamada Zillion.

## Lista de Episodios
| Japón Fecha de emisión | The Super Dimension Cavalry Southern Cross Episodio | Robotech - Maestros de la Robotecnia Episodio |
| ---------------------- | --------------------------------------------------- | --------------------------------------------- |
| —                      | —                                                   | 37. La historia de Dana                       |
| 15.04.1984             | 1. Prisoner (La Prisionera)                         | 38. Paso en falso                             |
| 22.04.1984             | 2. Makeup (Maquillaje)                              | 39. La Cruz del Sur                           |
| 29.04.1984             | 3. Star Angel (Angel de las estrellas)              | 40. Voluntarios                               |
| 06.05.1984             | 4. Half Moon                                        | 41. Media luna                                |
| 13.05.1984             | 5. Trouble City (Ciudad de Problemas)               | 42. Zona de peligro                           |
| 20.05.1984             | 6. Prelude (Preludio)                               | 43. Preludio a la batalla                     |
| 27.05.1984             | 7. Labyrinth (Laberinto)                            | 44. La trampa                                 |
| 10.06.1984             | 8. Metal Fire                                       | 45. Fuego metálico                            |
| 17.06.1984             | 9. Star Dust                                        | 46. Polvo de estrellas                        |
| 24.06.1984             | 10. Outsider (Un extranjero)                        | 47. Forasteros                                |
| 01.07.1984.            | 11. Deja Vu                                         | 48. Deja vu                                   |
| 08.07.1984             | 12. Lost Memory (Una Memoria Perdida)               | 49. Un nuevo recluta                          |
| 15.07.1984             | 13. Triple Mirror (El Triple Espejo)                | 50. Triunvirato                               |
| 22.07.1984             | 14. Iron Lady (Dama de hierro)                      | 51. La cámara de los clones                   |
| 29.07.1984             | 15. Love Story (Cuento de amor)                     | 52. Canción de amor                           |
| 05.08.1984             | 16. Hunter Killer (Asesinos de cazadores)           | 53. Los cazadores                             |
| 19.08.1984             | 17. Bio Psycher                                     | 54. Juegos mentales                           |
| 26.08.1984             | 18. Wonderland (El país de las maravillas)          | 55. Dana en el país de las maravillas         |
| 02.09.1984             | 19. Crisis                                          | 56. Punto crítico                             |
| 09.09.1984             | 20. Daydream (Un sueño con los ojos abiertos)       | 57. El soñador                                |
| 16.09.1984             | 21. Nightmare (Pesadilla)                           | 58. Pesadilla final                           |
| 23.09.1984             | 22. Catastrophe (Catástrofe)                        | 59. La conexión Invid                         |
| 30.09.1984             | 23. Genesis                                         | 60. Catástrofe                                |

## Recepción
La serie original fue la que tuvo menos éxito de las 3 series de la trilogía Super Dimensional en Japón, a tal grado que de los 39 episodios originalmente programados estos fueron recortados a solo 23 por los productores.